# Arnold Meléndez
Arnold Josué Meléndez (Tegucigalpa, Francisco Morazán; 23 de agosto de 1994) es un futbolista hondureño. Juega de mediocampista y su actual equipo es la Univ. Pedagógica de la Liga Nacional de Honduras.

## Trayectoria
Arnold Meléndez desde que era niño entró a las fuerzas básicas del Motagua, club con el que militó hasta 2014. Debutó el 9 de septiembre de 2012 en el empate contra Deportes Savio por 1 a 1. Ficharía por el Valle F.C. a mediados de ese año. 
En 2015 pasó a ser jugador del Club Deportivo Gimnástico. A mediados de 2016 regresó a Motagua y fue campeón nacional.

## Selección nacional
En 2015 fue convocado a la Selección de fútbol sub-23 de Honduras, bajo dirección técnica de Jorge Luis Pinto.

## Clubes
| Club                | País        | Año             |
| ------------------- | ----------- | --------------- |
| Motagua             | Honduras    | 2012 - 2014     |
| Valle (cedido)      | Honduras    | 2014 - 2015     |
| Gimnástico (cedido) | Honduras    | 2015 - 2016     |
| Motagua             | Honduras    | 2016            |
| Lobos UPNFM         | Honduras    | 2017 - 2020     |
| Jocoro              | El Salvador | 2020 - 2021     |
| Lobos UPNFM         | Honduras    | 2021            |
| Broncos             | Honduras    | 2022            |
| Lobos UPNFM         | Honduras    | 2023 - Presente |

## Palmarés

### Campeonatos nacionales
| Título          | Club    | País     | Año  |
| --------------- | ------- | -------- | ---- |
| Torneo Apertura | Motagua | Honduras | 2016 |